# Bezirk Lussin
Der Bezirk Lussin (italienisch: capitanato distrettuale Lussin; slowenisch: okrajni glavarstvo Lošinj; kroatisch: kotarsko satničtvo Lošinj) war ein Politischer Bezirk in der Markgrafschaft Istrien. Der Bezirk umfasste die Inseln Lošinj (italienisch: Lussin), Cres (Cherso) und bis 1905 auch die Insel Krk (Veglia). Sitz der Bezirkshauptmannschaft war die Gemeinde Lussin (Lošinj).
Das Gebiet wurde nach dem Ersten Weltkrieg dem Königreich Italien zugeschlagen, nach 1947 wurde es von Jugoslawien annektiert und ist seit 1991 Teil Kroatiens.

## Geschichte
Die modernen politischen Bezirke der Habsburgermonarchie wurden um das Jahr 1868 im Zuge der Trennung der politischen von der judikativen Verwaltung geschaffen. Der Bezirk Lussin wurde dabei 1868 aus den drei Gerichtsbezirken Cherso (Cres), Lussin (Lošinj) und Veglia (Krk) geschaffen.
Der Gerichtsbezirk Veglia wurde per 1. Dezember 1905 vom Bezirk Lussin abgetrennt und zu einem eigenen Bezirk erhoben. 1869 lebten im Bezirk Lussin 35.917 Personen, durch die Abtrennung des Gerichtsbezirk Veglia im Jahr 1905 sank die Bevölkerung bis 1910 auf 21.260 Menschen an. Davon haben 9.997 Kroatisch (47,0 %) als Umgangssprache angegeben, 9.884 Personen sprachen Italienisch (46,5 %), 422 Deutsch (2,0 %) und 97 Slowenisch (0,5 %). Der Bezirk umfasste zuletzt eine Fläche von 511,21 km² sowie zwei Gerichtsbezirke mit insgesamt vier Gemeinden.
| Jahr | Ein- wohner | Deutsch- sprachige | Italienisch- sprachige | Slowenisch- sprachige | Kroatisch- sprachige |
| ---- | ----------- | ------------------ | ---------------------- | --------------------- | -------------------- |
| 1869 | 35.917      |                    |                        |                       |                      |
| 1880 | 37.922      | 45                 | 8.447                  | 48                    | 28.893               |
| 1890 | 39.989      | 139                | 8.593                  | 49                    | 30.712               |
| 1900 | 41.016      | 271                | 11.347                 | 70                    | 28.741               |
| 1910 | 21.260      | 422                | 9.884                  | 97                    | 9.997                |